# Petrenkî, Dîkanka
Petrenkî (în ucraineană Петренки) este un sat în comuna Bairak din raionul Dîkanka, regiunea Poltava, Ucraina.

## Demografie
Componența lingvistică a localității Petrenkî
     Ucraineană (59,09%)
     Rusă (4,55%)
     Belarusă (2,27%)
Conform recensământului din 2001, majoritatea populației localității Petrenkî era vorbitoare de ucraineană (59,09%), existând în minoritate și vorbitori de armeană (18,18%), rusă (4,55%) și belarusă (2,27%).